# XX Водолея
XX Водолея (лат. XX Aquarii) — одиночная переменная звезда в созвездии Водолея на расстоянии (вычисленном из значения параллакса) приблизительно 22985 световых лет (около 7047 парсеков) от Солнца. Видимая звёздная величина звезды — от более +15m до +9,1m.

## Характеристики
XX Водолея — красная пульсирующая переменная звезда, мирида (M) спектрального класса M4. Эффективная температура — около 3480 К.